# NGC 5762
NGC 5762 ist eine 13,1 mag helle spiralförmige Seyfertgalaxie (Typ 2) vom Hubble-Typ S? im Sternbild Bärenhüter. 
Sie wurde am 22. Mai 1886 von Lewis A. Swift entdeckt.